# إدموند بانرمان
إدموند بانرمان (بالإنجليزية: Edmund Bannerman)‏ هو محامي وصحفي غاني، ولد في 1832، وتوفي في 1903.